# Goioerê
Goioerê ist ein brasilianisches Munizip im Westen des Bundesstaats Paraná. Es hat 27.439 Einwohner (2022), die sich Goio-Erenser nennen. Seine Fläche beträgt 564 km². Es liegt 487 Meter über dem Meeresspiegel.

## Etymologie
Der Name der Gemeinde ist auf den Fluss Goio-Erê zurückzuführen, der durch die Stadt fließt. Er stammt aus der Sprache der Kaingang-Indianer und bedeutet: goio = Wasser und erê = sauber, klar.

## Geschichte

### Besiedlung
Die Gründung der Gemeinde geht auf das Jahr 1943 zurück, als Francisco, Carlos und Vlademir Scarpari sich an den Ufern des Rio Goio-Erê niederließen und die ersten Kaffeeplantagen anlegten.
Einige Jahre später beschlossen die Brüder Scarpari, den Grundstein für eine Stadt zu legen, indem sie eine Gesellschaft namens Sociedade Goio-Erê gründeten. Diese Gesellschaft war mit der Planung und dem Bau eines Stadtzentrums beauftragt, wobei die städtischen und die ländlichen Grundstücke vermessen und abgemarkt wurden.
Die ersten, die sich in der zukünftigen Stadt niederließen, waren Dario de Castilhos, José Robleski und die Brüder Agostinho.

### Erhebung zum Munizip
Goioerê wurde durch das Staatsgesetz Nr. 48 vom 10. August 1955 aus Campo Mourão ausgegliedert und in den Rang eines Munizips erhoben. Es wurde am 22. November 1956 als Munizip installiert.

## Geografie

### Fläche und Lage
Goioerê liegt auf dem Terceiro Planalto Paranaense (der Dritten oder Guarapuava-Hochebene von Paraná). Seine Fläche beträgt 564 km². Es liegt auf einer Höhe von 487 Metern.

### Vegetation
Das Biom von Goioerê ist Mata Atlântica.

### Klima
Das Klima ist gemäßigt warm. Es werden hohe Niederschlagsmengen verzeichnet (1796 mm pro Jahr). Im Jahresdurchschnitt liegt die Temperatur bei 21,6 °C. Die Klimaklassifikation nach Köppen und Geiger lautet Cfa.

### Gewässer
Goioerê liegt im Einzugsgebiet des Piquiri. Im Westen des Munizips bildet seine rechten Nebenflüsse Ribeirão Água Branca die nördliche und Córrego Água Bela die südliche Grenze, der Córrego Limoeiro und der Córrego Faria fließen zwischen diesen beiden zum Rio Piquiri. Im östlichen Teil fließt der Rio Caracol entlang der südlichen Grenze.

### Straßen
Goioerê ist über die BR-272 mit Campo Mourão im Osten und über die PR-317 mit Toledo im Südwesten verbunden. Nach Norden führt die  PR-180 nach Cruzeiro do Oeste.

### Nachbarmunizipien
| Mariluz           | Moreira Sales                               |                       |
| Formosa do Oeste  | Kompassrose, die auf Nachbargemeinden zeigt | Janiópolis            |
| Quarto Centenário |                                             | Rancho Alegre d’Oeste |

## Stadtverwaltung
Bürgermeister: Roberto dos Reis de Lima, PSD (2021–2024)
Vizebürgermeister: Adilson Pessoa Corpa, PP (2021–2024)

## Demografie

### Bevölkerungsentwicklung
| Jahr | Einwohner | Stadt | Land |
| ---- | --------- | ----- | ---- |
| 1960 | 23.732    | 19 %  | 81 % |
| 1970 | 73.854    | 18 %  | 82 % |
| 1980 | 48.792    | 46 %  | 54 % |
| 1991 | 45.131    | 66 %  | 34 % |
| 2000 | 29.750    | 82 %  | 18 % |
| 2010 | 29.018    | 87 %  | 13 % |
| 2021 | 27.439    |       |      |

Quelle: IBGE (2011) und Volkszählung 2022

### Ethnische Zusammensetzung
| Gruppe * | 1991    | 2000    | 2010    | wer sich als …                                                                   |
| --- | ------- | ------- | ------- | -------------------------------------------------------------------------------- |
| Weiße | 59,9 %  | 61,8 %  | 52,3 %  | weiß bezeichnet                                                                  |
| Schwarze | 1,9 %   | 4,5 %   | 3,3 %   | schwarz bezeichnet                                                               |
| Gelbe | 2,1 %   | 1,4 %   | 1,7 %   | von fernöstlicher Herkunft wie japanisch, chinesisch, koreanisch etc. bezeichnet |
| Braune | 36,0 %  | 31,1 %  | 42,7 %  | braun oder als Mischung aus mehreren Gruppen bezeichnet                          |
| Indigene | 0,1 %   | 0,6 %   | 0,0 %   | Ureinwohner oder Indio bezeichnet                                                |
| ohne Angabe | 0,0 %   | 0,5 %   | 0,0 %   |                                                                                  |
| Gesamt | 100,0 % | 100,0 % | 100,0 % |                                                                                  |
| *) Das IBGE verwendet für Volkszählungen ausschließlich diese fünf Gruppen. Es verzichtet bewusst auf Erläuterungen. Die Zugehörigkeit wird vom Einwohner selbst festgelegt. |         |         |         |                                                                                  |

Quelle: IBGE (Stand: 1991, 2000 und 2010)